# Zahra Breshna
Zahra Breshna (* 23. September 1964 in Kabul, Afghanistan) ist eine deutsch-afghanische Architektin und Städteplanerin. Sie hat sich auf der afghanischen Regierungsebene erfolgreich für den Erhalt der Altstädte Afghanistans eingesetzt und führt ein eigenes Architekturbüro in Berlin mit einer Niederlassung in Kabul.

## Leben und Werk
Zusammen mit ihrer Familie floh Zahra Breshna 1980 nach Deutschland, kurz nach dem Einmarsch der Sowjetarmee. Ihr Großvater, Abdul Ghafur Breshna, kam in den 1920er-Jahren nach Deutschland, um Kunst zu studieren, unter anderem bei Max Liebermann. Später kehrte er mit seiner Frau Marguerite nach Kabul zurück. Er wurde ein bedeutender Künstler, seine Frau unterrichtete Deutsch und Mathematik und wurde später zur Direktorin einer der ersten Mädchenschulen. Ihr Vater, Abdullah Breshna (1933–2021), hatte in Karlsruhe Architektur und Städtebau studiert, unter anderem bei Egon Eiermann. Im Jahr 1961 kehrte er nach Afghanistan zurück und gründete dort unter anderem die unabhängige Städtebauabteilung (Central Authority for Housing and Town Planning in Afghanistan), die heute als Städtebauministerium bekannt ist. Er widmete sich als erster dem Wiederaufbau der zerstörten Altstadt Kabuls und Afghanistans städtebauliche Zukunft.
Zahra Breshna studierte von 1987 bis 1995 an der Universität Karlsruhe (TH) Architektur. Thema ihrer von Jo Coenen betreuten Diplomarbeit war die Konversion eines Industriegebietes in Linz. 1996 gründete sie zusammen mit Benjamin Thiele das Architekturbüro Breshna + Thiele Architekten (B+T) in Berlin, in dem sie bis 2007 tätig war. Im Jahr 2004 promovierte sie über „Das historische Zentrum von Kabul, Afghanistan“ an der Universität Karlsruhe (TH) und erlangte den akademischen Grad als Dr.-Ing. Zwischen 2003 und 2006 gründete und leitete Breshna die Abteilung für die Bewahrung des städtischen Erbes in Afghanistan im Ministerium für Stadtentwicklung (MUD) in Kabul. 2004 erhielt sie von Präsident Hamid Kasai den Auftrag, Richtlinien und ein Konzept für die Erhaltung der stark zerstörten Altstädte Afghanistans zu erarbeiten (Bearbeitung 2004–2006). Dadurch konnte die Altstadt von Kabul davor bewahrt werden, dass sie durch eine breite Straßenachse zerteilt wurde. Die Richtlinie legte die Verpflichtung zum Erhalt der Altstadtstruktur und das Verbot von Neubauten und Hochhäusern fest.
Seit 2007 leitete sie ihr Architekturbüro und Beratungsunternehmen namens Zahra Breshna Consulting (ZBC) in Kabul und Berlin. In den Jahren 2010 bis 2012 war sie Gründerin und Leiterin der Stadtplanung der Dehsabz Central Development Authority (DCDA) für die Kabul New City.
Breshna beteiligte sich als Jurymitglied an einem internationalen Wettbewerb für ein Kulturzentrum in Bamiyan, der von der UNESCO im Jahr 2015 ausgelobt wurde.
Ihre Initiative Urban Steps, die sie im Jahr 2021 gründete, konzentriert sich auf die Balance zwischen administrativer Regulierung und der Tradition der Selbstverwaltung in self-contained neighborhoods (autonome Stadtviertel). Ziel ist es, die Potenziale der „informellen“ Strukturen effektiv für die Stärkung der kulturellen Identität, des sozioökonomischen Ausgleichs, der Inklusivität und der nachhaltigen Entwicklung zu nutzen. Die ebenfalls 2021 gegründete Breshna Foundation for Culture hat sich zum Ziel gemacht, besonders die Kultur des 20. Jahrhunderts in Afghanistan zu bewahren und die kulturelle Entwicklung des Landes zu fördern.
In der Ausstellung M*1:1 des Karlsruher Instituts für Technologie wurde das Leben und Wirken von Zahra Breshna aufgearbeitet und ausgestellt. In der Radiosendung von SWR2 „Kabul ist meine Stadt – Die Architektin Zahra Breshna“ vom 5. Juni 2023 wird Leben und Werk von Zahra Breshna dargestellt.
Seit der Machtübernahme der Taliban lebt Breshna wieder im Exil in Karlsruhe.

## Projekte (Auswahl)
- 2012: Satellite Town and Housing Complex, in Deh Sabz, Kabul, Afghanistan[12]
- 2012: Desert Garden School, in Tarin Kowt, Afghanistan[13]

## Veröffentlichungen
- Brachland. In: Der Freitag, 19. Oktober 2001.[14]
- Kabul, Afghanistan. In: Arch+. Nr.: 164/165, April 2003.[15]
- A programme for the rehabilitation and development of Kabul’s historic centre. In: Babar Mumtaz, Kaj Noschis (Hrsg.): Development of Kabul: Reconstruction and Planning issues. Comportements, 2004, ISBN 2-940075-09-3.
- Das historische Zentrum von Kabul, Afghanistan: Grundlagenermittlung für eine Strategie der Wiederbelebung (Dissertation). TH Karlsruhe 2007, ISBN 978-3-86644-104-0.[16]
- mit Benjamin Thiel: Die Entwicklungsphasen von Kabul im Überblick. In: Jan Dimog (Hrsg.): Architekturführer Kabul. Dom publishers, Berlin 2018, ISBN 3-86922-405-3, S. 50–56.
- Wiederaufbau des historischen Zentrums von Kabul. Die Tradition der Selbstverwaltung städtischer Quartiere als Planungsinstrument. In: Jan Dimog (Hrsg.): Architekturführer Kabul. Dom publishers, Berlin 2018, ISBN 3-86922-405-3, S. 56–68.

## Presse und Medien
- Olivia Schoeller: Zurück in die Zukunft. In: Berliner Zeitung. 10. April 2001.
- Olivia Schoeller: Der Weg zurück. In: Berliner Zeitung. 11. Juni 2022.
- Christine-Felice Röhrs: Das Leben nach dem Tod. In: Tagesspiegel. Nr. 17 822, 14. Juli 2002.
- Olivia Schoeller: Französischer Wein und Rekordmieten. In: Berliner Zeitung. Nr. 85, 12. April 2004.
- Klaus Englert: Städtebauliche Ideen für Kabul. In: Neue Zürcher Zeitung, 27. Oktober 2004.[17]
- Werner Bloch: Kabuls Wiedergeburt. In: Die Zeit. Nr. 48, 23. November 2006.